# Storträsket (Råneå socken, Norrbotten, 734100-176780)
Storträsket är en sjö i Bodens kommun i Norrbotten och ingår i Råneälvens huvudavrinningsområde. Sjön har en area på 0,114 kvadratkilometer och ligger 24 meter över havet. Storträsket ligger i Råneälven Natura 2000-område. Sjön avvattnas av vattendraget Antbäcken.

## Delavrinningsområde
Storträsket ingår i det delavrinningsområde (734159-176745) som SMHI kallar för Mynnar i Abramsån. Medelhöjden är 35 meter över havet och ytan är 3,44 kvadratkilometer. Räknas de 2 avrinningsområdena uppströms in blir den ackumulerade arean 29,75 kvadratkilometer. Antbäcken som avvattnar avrinningsområdet har biflödesordning 3, vilket innebär att vattnet flödar genom totalt 3 vattendrag innan det når havet efter 43 kilometer. Avrinningsområdet består mestadels av skog (67 procent) och sankmarker (16 procent). Avrinningsområdet har 0,21 kvadratkilometer vattenytor vilket ger det en sjöprocent på 6,2 procent.